# Refinería Rand
La Rand Refinery (Pty) Limited es el mayor complejo integrado de refinación y fundición de metales preciosos de un solo sitio del mundo. Fue establecida en 1920 para refinar el oro dentro de Sudáfrica, que hasta ese momento había sido refinado en Londres. Desde su inicio, ha procesado casi 50,000 toneladas de oro. Esto representa alrededor del 30% de todo el oro extraído en el mundo desde la antigüedad.

## Historia
Fue establecida en 1920 en Germiston, Sudáfrica, por la Cámara de Minas de Sudáfrica para refinar todo el oro producido por las minas de oro en lugar de enviarlo a Londres. A partir de 1919, el Banco de Inglaterra recibiría envíos de oro en bruto de los productores y lo expediría a refinerías individuales, las refinaría y luego las devolvería al Banco para su venta, y la esperanza era que después de que se construyera la Refinería Rand, la industria del oro todavía se financiaría en Londres y que el oro refinado se vendería en este último. : 102  El 27 de noviembre de 1920, Rand Refinery Ltd fue registrada como una empresa privada, el capital fue recaudado de las acciones de las compañías mineras de oro miembros de la Cámara de Minas. La construcción de las instalaciones comenzó en agosto de 1920. Se recibirían lingotes de baja calidad de las minas de oro y luego se refinarían a una pureza del 99,6% y luego se venderían al Banco de la Reserva de Sudáfrica para su venta en todo el mundo en los mercados de lingotes de Londres y Zúrich. Para 1922, el suministro de oro a Londres era casi inexistente y afectaba a los dos principales refinadores del Reino Unido, Johnson Matthey y Rothschild. : 104 

## Productos
En los últimos años, Rand Refinery ha evolucionado de un refinador puro de doré a una compañía más completa con énfasis en el beneficio. Facilita una amplia gama de productos de valor agregado que incluyen: 
- barras de fundición
- barras acuñadas
- monedas acuñadas
- monedas en blanco y medallones
- productos semielaborados para la industria de fabricación de joyas

Por ley, South African Mint Company es la única compañía autorizada para fabricar monedas de curso legal sudafricanas, como la mundialmente famosa Krugerrand. Todo el oro utilizado para fabricar las monedas es suministrado por la Rand Refinery, quien ha sido designada como única proveedora de lingotes Krugerrands para distribuidores primarios tanto a nivel local como internacional. 
Además de sus servicios de fundición y refinación, Rand Refinery ofrece servicios metalúrgicos, logísticos y de bóveda. Actúa como agente para sus clientes de depósito de metales preciosos y su unidad de negocios de mercados globales comercializa todo el metal precioso producido por la refinería. 